# Antanambeus marmoratus
Antanambeus marmoratus – gatunek pluskwiaków różnoskrzydłych z rodziny zajadkowatych i podrodziny Stenopodainae.

## Opis
Ciało średniej wielkości, smukłe, około 16 mm długie, ubarwione brązowo z charakterystycznym nakrapianiem na półpokrywach.

### Głowa
Głowa pokryta gęstymi, krótkimi, przylegającymi szczecinkami z dwoma pasami bezwłosymi. Ubarwiona brązowo, z dwoma czarnymi pasami. Część zaoczna czarna z dwoma brązowymi paskami. Przyoczka średniej wielkości. Oczy duże, czarne. Nadustek i labrum z krótkimi, zagiętymi, przylegającymi szczecinkami. 

### Tułów
Przedni płat rzedplecza z dużym bezwłosym obszarem i wydłużonymi wierzchołkowymi kątami. Przedplecze wyraźnie dołkowane na środkowym szwie. Scutellum duże, płaskie o nieco wydłużonym wierzchołku, pokryte bardzo krótkimi, zakrzywionymi szczecinkami. Odnóża z różnej wielkości szczecinkami, ułożonymi w regularne rzędy. Żółtawe w czarne wzory. Półpokrywy przytępione, pokryte krótkimi, zakrzywionymi szczecinkami, o błonie niesięgającej końca odwłoka.

### Odwłok
Sternity odwłoka z delikatną, poprzeczną rzeźbą. Środkowy wyrostek pygoforu szeroki, zaokrąglony, w całości schowany wewnątrz niego. Paramery krótkie, zakrzywione z gęstymi szczecinkami na zewnętrznej stronie. Phallus smukły, a phallosoma długa i szeroka. 

## Występowanie
Gatunek ten jest endemitem Madagaskaru.